# Lokesh Kanagaraj
Lokesh Kanagaraj (in tamil லோகேஷ் கனகராஜ்; Kinathukadavu, 14 marzo 1986) è un regista e sceneggiatore indiano.

## Biografia
Laureatosi in tecnologie della moda all'Accademia d'Arti e Scienze di Coimbatore, ha scelto di fare il regista su consiglio di un produttore cinematografico che era stato un giurato in un concorso di film aziendali indetto dalla banca dove Kanagaraj lavorava, nel quale quest'ultimo aveva vinto il primo premio.
Ha cominciato la sua carriera a Kollywood nel 2016 dirigendo un episodio del film a episodi Aviyal e l'anno seguente la commedia Mānakaram. Col successo di Kaiti nel 2019, ha lanciato un universo condiviso di film thriller d'azione da lui diretti, soprannominato dai suoi fan Lokesh Cinematic Universe (LCU).
Ha poi diretto una delle principali star di Kollywood, Vijay, nel drammatico Master, che è stato il film tamil di maggiore incasso del 2021 con 36 milioni di dollari, nonostante fosse stato distribuito in streaming dopo appena 16 giorni dalla sua uscita nelle sale a causa degli effetti della pandemia di COVID-19 in India.
Il secondo film del LCU, Vikram, con protagonista Kamal Haasan, ha avuto ancora più successo al botteghino, incassando oltre 60 milioni di dollari e classificandosi come 4º maggior incasso dell'anno in India.
Il successivo capitolo del LCU, Leo, ispirato al film di David Cronenberg A History of Violence, l'ha visto collaborare nuovamente con Vijay.

## Filmografia
- Kalām, episodio di Aviyal (2016)
- Mānakaram (2017)
- Kaiti (2019)
- Master (2021)
- Vikram (2022)
- Leo (2023)